# Ulrich Hegner

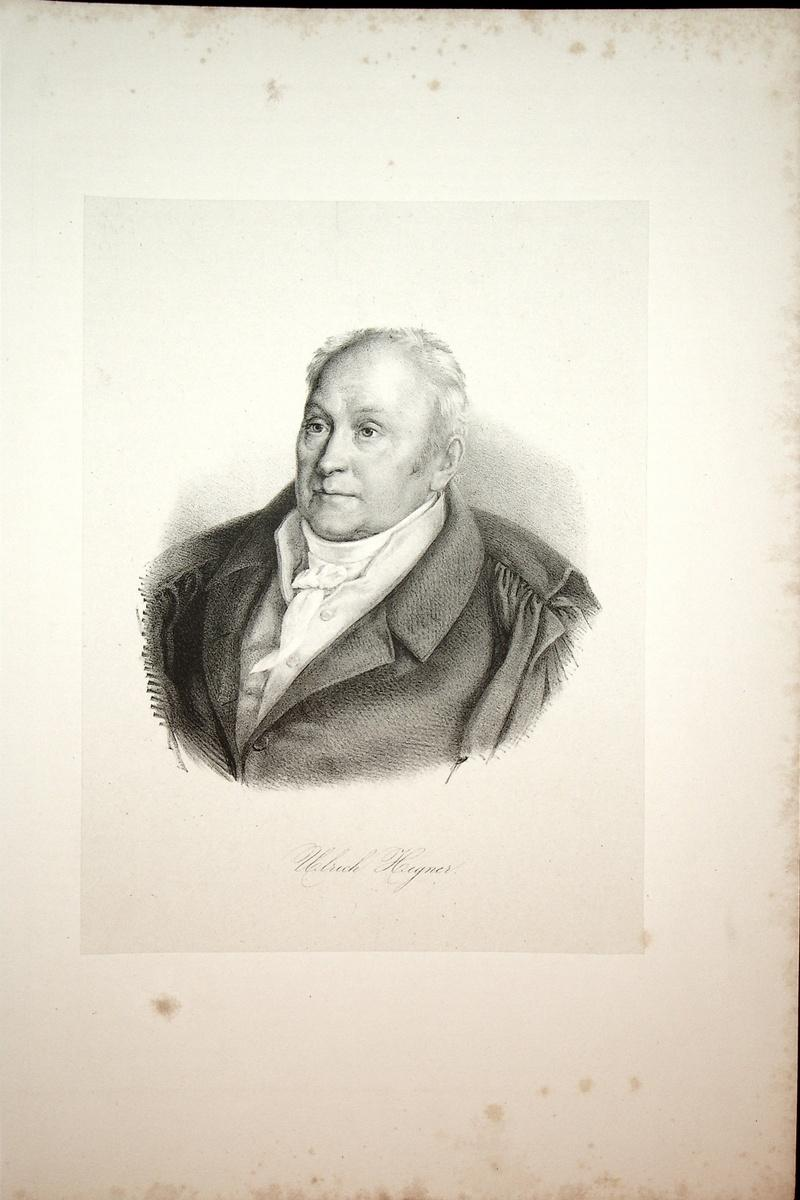
Ulrich Hegner

Ulrich Hegner (* 7. Februar 1759 in Winterthur; † 3. Januar 1840 ebenda) war ein Schweizer Schriftsteller.

## Leben
Seine Eltern waren der Stadtarzt von Winterthur Johann Heinrich Hegner (1715–1782) und dessen Ehefrau Elisabeth Hegner (1719–1810), eine Tochter des Richters Hans Ulrich Hegner (1685–1773) und der Anna Katrina (geb. Künzli). Hegner studierte von 1776 bis 1781 in Strassburg Medizin und promovierte auch dort, privatisierte aber anschliessend in Winterthur, beschäftigte sich mit Literatur und Kunst und betätigte sich schriftstellerisch. 1786 übernahm er das in seiner Familie erbliche Amt des Landschreibers der Grafschaft Kyburg, das er bis 1798 versah.
Nach Ausrufung der Helvetischen Republik im April 1798 übernahm er aus republikanischem Pflichtgefühl das Amt eines Kantonsrichters in Zürich, er wohnte hier in Johann Caspar Lavaters Haus. Anschliessend lebte er einige Zeit in Paris, worüber er auch schrieb. Von 1805 bis 1814 war er Stadtrat in Winterthur, von 1814 bis 1829 Kantonsrat in Zürich und 1814/1815 Mitglied der Kantonsregierung.

## Familie
Er heiratete 1785 in Winterthur Elisabetha Sulzer (1759–1830), eine Tochter des Stadtrichters Jakob Sulzer (1728–1785) und der Elisabeth Sulzer. Die Ehe blieb kinderlos, er hatte aber Adoptivkinder. 

## Werke

### Erzählungen
- Die Molkenkur (Zürich 1812)  Digitalisat
- Suschens Hochzeit (Zürich 1819) Digitalisat

### Roman
- Salys Revolutionstage (Winterthur 1814) schildert die Zustände in der Schweiz am Ende des 18. Jahrhunderts in vorzüglicher Weise.

### Sonstige Werke
- Auch ich war in Paris. 3 Bände. Steiner, Winterthur 1803–1804. (Digitalisat Band 1), (Band 2), (Band 3)
- Berg-, Land- und Seereisen (Zürich 1818)
- Hans Holbein der jüngere (Berlin 1827)  Digitalisat
- Beiträge zur nähern Kenntnis und wahren Darstellung J. K. Lavaters (Leipzig 1836), Digitalisat
- Aufzeichnungen aus Winterthurs Revolutionstagen (Digitalisat der Ausgabe 1900)
- Aus dem Briefwechsel zwischen Ulrich Hegner und Johann Georg Müller. – Winterthur : Ziegler, 1891. 3 Bände als Digitalisierte Ausgabe der Universitäts- und Landesbibliothek Düsseldorf
- Gesammelte Schriften erschienen Berlin 1828–30, 5 Bde. Band 1, Band 2,Band 3, Band 4, Band 5
- Ulrich Hegner war der erste Biograph von Anton Graff